# Josef Ressel
Josef Ludwig Franz Ressel (în cehă Josef Ludvík František Ressel, n. 29 iunie 1793, Chrudim, Boemia - d. 9 octombrie 1857, Ljubljana, pe atunci Laibach) a fost un inventator și silvicultor austro-sloven din Boemia. Ressel a inventat elicea de vapor, aducând un aport important împreună cu John Ericsson, Francis Pettit Smith, Robert Fulton și David Bushnell la perfecționarea navelor cu aburi. Schița elicei de vapor realizate de el se asemăna cu Șurubul lui Arhimede.

## Date biografice
Ressel a urmat gimnaziul în Linz, în timpul stagiului militar este la artilerie, cartograf, iar în timpul liber este preocupat de diferite soluții de rezolvare a unor probleme tehnice. După militărie studiază la Universitatea Tehnică din Viena, unde în 1812 face schița elicei ca mijloc posibil de propulsie al unui vapor. Din cauza problemelor financiare este nevoit în 1814 să întrerupă studiul. Cu ajutorul prieten reușește să obțină o audiență la împăratul Francisc I al Austriei, care este încântat de schița lui despre bătălia națiunilor (Leipzig) și îi va acorda lui Ressel o bursă imperială pentru a putea urma studiul ca silvicultor. El va primi un post de pădurar de district în Pletriach (în slovenă Kartuzija Pleterje). După Congresul de la Viena (1814/1815), Veneția ajunge sub ocupație imperială austriacă, marina imperială începe să construiască o flotă militară în Marea Mediterană. Josef Ressel, numit din 1821 intendent forestier cezaro-crăiesc al domeniilor litoralului care furnizau material lemnos pentru flotă, contribuie prin invenția lui la perfecționarea navelor din marina de război imperială.